# NGC 649
NGC 649 è una galassia a spirale situata nella costellazione della Balena, a una distanza di circa 346 milioni di anni luce dalla nostra Via Lattea.

## Scoperta
NGC 649 è stata scoperta nel 1886 dall'astronomo statunitense Francis Leavenworth.

## Descrizione
NGC 649 presenta una larga riga a 21 cm dell'idrogeno neutro.